# Gemeinde Vaigat
Die Gemeinde Vaigat (dänisch Vaigat Kommune, grönländisch Vaigatip Kommunia) war von 1950 bis 1973 eine grönländische Gemeinde in Westgrönland.

## Lage
Das Gemeindegebiet bestand aus zwei Teilen. Ein Teil lag im Osten der Diskoinsel. Die Gemeindegrenze verlief von der Nordwestspitze der Insel zur Ostspitze entlang des Inselgebirges. Der andere Teil befand sich an der Südküste der Halbinsel Nuussuaq.

## Geschichte
Die Gemeinde Vaigat wurde 1950 gegründet. Sie umfasste Teile des alten Kolonialdistrikts Ritenbenk, der 1942 an den Kolonialdistrikt Jakobshavn gefallen war. Am 29. März 1963 wurde das auf dem Festland liegende Gebiet an die Gemeinde Ilulissat überführt, sodass nur noch die Nordosthälfte der Diskoinsel blieb.
Der Hauptort der Gemeinde war die Stadt Qullissat, in der Kohle abgebaut wurde. Die Stadt wurde nach der Unrentabelwerdung des Kohleabbaus 1972 abgesiedelt. Da die Gemeinde dadurch ihre Bevölkerung verloren hatte, wurde das Gebiet 1973 in die Gemeinde Qeqertarsuaq, die bisher den südwestlichen Teil der Diskoinsel bildete, eingegliedert, sodass diese nun die gesamte Insel umfasste.
Der Name der Gemeinde, der der einzige war, der nicht auf den Namen eines Orts zurückgeht, bezieht sich auf die im Dänischen gleichnamige Meerenge (grönländisch Sullorsuaq), die die Diskoinsel von der Halbinsel Nuussuaq trennt und über dessen Südküste sich die Gemeinde erstreckte.

## Orte
Neben der Stadt Qullissat befanden sich folgende Dörfer in der Gemeinde Vaigat:
- Qeqertaq (bis 1963)
- Saqqaq (bis 1963)

Daneben befanden sich die folgenden vor Auflösung der Gemeinde verlassenen Siedlungen in der damaligen Gemeinde:
- Ikorfat
- Qullissaaqqat
- Tartunaq
- Ujarasussuk
- Uunartoq